# Кортик (повість)
«Кортик» (рос. «Кортик») — повість-роман Анатолія Рибакова, перший великий твір автора. Вийшла з друку 1948 року, перша книга трилогії: «Кортик» — «Бронзовий птах» — «Постріл». Виходила, в тому числі, в першому виданні серії «Бібліотека пригод».
Книга перекладена багатьма мовами, двічі екранізована — в 1954 та 1973 рр.

## Сюжет
Дія повісті починається в вигаданому місті Ревську (прототипом Ревська, за визнанням автора книги, є місто Сновськ) у період Громадянської війни в Росії (1921 рік). Головний герой — підліток Мишко Поляков, що приїхав до Ревська з Москви на літо. Під час нападу на місто білогвардійців Нікітського Мишко рятує старшого товариша, колишнього матроса Польового і отримує від нього в подарунок морський кортик XVIII століття. З розповіді Польового Міша дізнається, що колишній господар кортика, офіцер-моряк, був убитий в 1916 році за кілька хвилин до вибуху лінкора «Імператриця Марія». З кортиком пов'язана якась таємниця — в його рукоятці заховано зашифроване повідомлення. Вважається, що ключ до шифру знаходиться в піхвах, які лишились у вбивці офіцера-моряка. Цим вбивцею і є Нікітський, який полює за кортиком.
Через деякий час Міша їде в Москву, де зі своїми кращими друзями Генкою і Славою намагається розгадати таємницю зашифрованого напису-літореї. У Москві з'являється і Нікітський. Хлопчики влаштовують за ним стеження і їм вдається хитрістю заволодіти піхвами від кортика. Сліди Нікітського приводять до підпільної контрреволюційної організації…

## Екранізації
- Кортик (1954) — фільм режисерів Володимира Венгерова і Михайла Швейцера.
- Кортик (1973) — телевізійний фільм режисера Миколи Калініна.